# Альцгеймер, Алоис
Ало́ис Альцге́ймер (нем. Alois Alzheimer, более точное произношение Альцха́ймер; 14 июня 1864, Марктбрайт, Германия — 19 декабря 1915, Бреслау, Германия) — немецкий психиатр и невролог, автор множества статей по таким проблемам, как алкогольный психоз, шизофрения, эпилепсия, сифилис мозга, хорея Хантингтона, артериосклеротическая атрофия мозга (1894), пресенильный психоз (1907).
Получил медицинское образование в Вюрцбурге, затем жил и работал во Франкфурте. В возрасте 31 года Альцгеймер стал руководителем исследовательского института, в котором работал всю жизнь. В 1904—1915 годах опубликовал шеститомный труд «Гистологические и гистопатологические исследования серого вещества головного мозга».
Альцгеймер внёс значительный вклад в изучение патологии нервной системы. Увековечило его имя изучение сенильной деменции, известной как «болезнь Альцгеймера». Основываясь на результатах собственных фундаментальных исследований, он описал принципиальные различия между слабоумием сосудистого и нейродегенеративного генеза. В честь него и Ниссля Франца также названа форма нейросифилиса — «нейросифилис Ниссля — Альцгеймера», при котором из-за данного венерического инфекционного заболевания поражаются преимущественно мелкие сосуды коры мозга.
Коллега Альцгеймера, немецкий психиатр Эмиль Крепелин, позднее назвал разновидность старческого слабоумия именем Альцгеймера.
В 1910 году Альцгеймер  вместе с Максом Левандовским основал европейский «Журнал неврологии и психиатрии» (нем. Zeitschrift für die gesamte Neurologie und Psychiatrie).
Умер от осложнений инфекционного миокардита.

## Труды

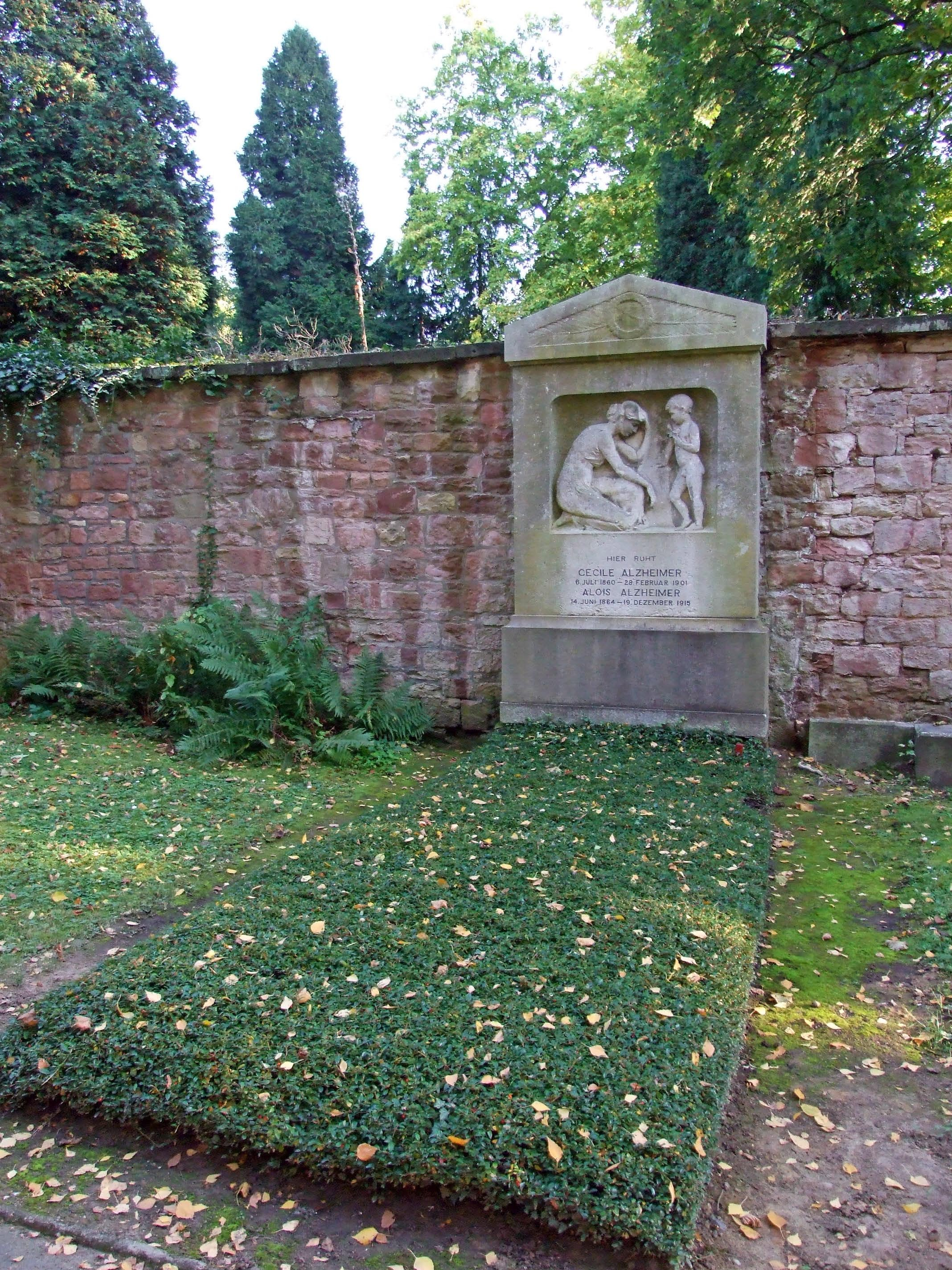
Могила Альцгеймера во Франкфурте

- Гистологические и гистопатологические исследования серого вещества головного мозга (1914—1915).

## См.также
- Болезнь Альцгеймера
- Болезнь Паркинсона
- Деменция